# Rio das Pedras (rio de São Paulo)
O rio das Pedras é um rio brasileiro do estado de São Paulo.